# اچ‌آر ۲۵۶۲ بی
اچ آر ۲۵۶۲ بی به انگلیسی HR 2562 b یک سیاره فراخورشیدی کوتوله قهوه ای یا غول گازی است. این یک جسم زیرستاره ای ستاره میزبان خرده قرص اچ آر ۲۵۶۲ است. اچ آر ۲۵۶۲ یک ستاره دنباله اصلی از نوع F با قدر ششم است که در ۰٫۰۴۸ ± ۳۴٫۰۰۷ پارسک (۰٫۱۶ ± ۱۱۰٫۹۲ سال نوری) قرار دارد. جرم اچ آر ۲۵۶۲ حدود ۳۷ درصد بیشتر از خورشید است.
جرم دقیق اچ آر ۲۵۶۲ بی که در ابتدا به عنوان کوتوله قهوه ای طبقه‌بندی شد، ناشناخته است، و تصور می‌شود که جرم مشتری ۱۵ ± ۲۹ باشد، و درخشندگی آن حدود دو هزارم درصد درخشندگی خورشید است. اگر به عنوان یک کوتوله قهوه ای طبقه‌بندی شود، نوع طیفی آن L7±۳ خواهد بود. اولین بار در سال ۲۰۱۶با استفاده از تصویرگر سیاره جمینی مشاهده شد.
بر اساس بایگانی سیاره فراخورشیدی ناسا، با جرمی نزدیک به ۳۰ MJ مگا ژول، این سیاره به عنوان پرجرم‌ترین سیاره ذکر شده‌است.
اچ آر ۲۵۶۲ بی در داخل خورده قرص ستاره والد قرار دارد و مدار آن با آن همسطح است. دیسک ۷۸٫۰ درجه از صفحه آسمان به خط دید متمایل است و از ۲۰ ± ۳۸ au تا ۲۰ ± ۱۸۷ au از ستاره مرکزی فاصله دارد.